# Brillantaisia cicatricosa
Brillantaisia cicatricosa är en akantusväxtart som beskrevs av Gustav Lindau. Brillantaisia cicatricosa ingår i släktet Brillantaisia och familjen akantusväxter. Inga underarter finns listade i Catalogue of Life.